# 小島和男
小島 和男（こじま かずお、1976年 - ）は、日本の哲学者。学習院大学教授。プラトンを中心とするギリシア哲学が専門。東京都生まれ。

## 研究
ギリシア哲学のうち、とりわけプラトンの文献研究を主にしている。またハイデガーやアプレイウスのプラトンに関連する著作も研究対象である。
文献統計学によるプラトンの執筆年代決定については成果は認めるものの、その確実性には疑問を呈しており、「丸々信用してよいものではない」と語っている。著書『プラトンの描いたソクラテス』においては執筆年代決定を前提にせず、対話篇のなかでの時系列的な繋がりを重視した手法を採用している。
その他、反出生主義の研究や、日本うどん学会会員としてうどんの研究も扱っている。

## 略歴
- 1998年3月 学習院大学文学部哲学科卒業。
- 2004年3月 学習院大学人文科学研究科哲学専攻博士後期課程単位修得。
- 2004年4月 学習院大学文学部哲学科助手。
- 2006年3月 博士号取得。
- 2007年3月 学習院大学　博士（哲学）　論文の題は「プラトンの描いたソクラテス」[1]。
- 2009年4月 学習院大学文学部哲学科准教授。
- 2019年4月 学習院大学文学部哲学科教授。

## 著書

### 単著・共著
- 『プラトンの描いたソクラテス』晃洋書房2008年
- 『面白いほどよくわかるギリシャ哲学』（左近司祥子共著、日本文芸社 2008）
- 『西洋哲学の10冊』（左近司祥子共著、岩波ジュニア新書 2009）
- 『反出生主義入門 「生まれてこないほうが良かった」とはどういうことか』青土社、2024年12月。ISBN 978-4791776887。

## 訳書
- デイヴィッド・ベネター 著、田村宜義 訳『生まれてこない方が良かった――存在してしまうことの害悪』すずさわ書店、2017年11月。ISBN 978-4795403604。